# (15913) Telemachus
(15913) Telemachus ist ein Asteroid aus der Gruppe der Jupiter-Trojaner. Damit werden Asteroiden bezeichnet, die auf den Lagrange-Punkten auf der Bahn des Jupiter um die Sonne laufen.
(15913) Telemachus wurde am 1. Oktober 1997 im Rahmen der Uppsala-DLR Trojan Survey an der Europäischen Südsternwarte entdeckt. Er ist dem Lagrangepunkt L4 zugeordnet.
Der Asteroid ist nach der mythologischen Figur des Telemachos benannt, dem Sohn des Odysseus.